# Agrippa von Nettesheim
Heinrich Cornelius Agrippa von Nettesheim (Köln, 1486. szeptember 14. – Grenoble vagy Lyon, 1534 vagy 1535) okkult német író, alkimista, de tanított teológiát, volt katona, jogász, orvos; néhány évig királyi udvari történetíró is. 
Hányatott élete során Nyugat-Európa nagy részén megfordult. 

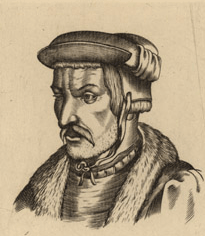
Agrippa von Nettelsheim portréja

## Élete
Kölnben született 1486. szeptember 14-én. Előkelő nemesi családból származott. Jogot és orvostudományt hallgatott Kölnben és Párizsban, ezután alkimistaként tevékenykedett Németországban, Franciaországban, Spanyolországban, Angliában és Itáliában.
1506—1509 Francia- és Spanyolországban járt, ahol a titkos mesterségeket: alkímiát, jóslást űzte, s titkos társaságok alapításán fáradozott. 1509-ben a héber nyelv tanára volt a Dole-i Egyetemen (Burgundia), de a szerzetesek eretnekséggel vádolták, s menekülésre kényszerítették. Londonba ment; majd innen haza Kölnbe, ahol a teológiát tanította, majd Páviába, ahol az egyetemen miután Hermész Triszmegisztosz iratait magyarázta, ismét eretnekséggel vádolták.
1518-ban mint Metz város szindikusa (jogtanácsos) lépett fel, ahol helyzetét azzal rontotta, hogy egy fiatal, boszorkánysággal vádolt parasztasszonyt megvédelmezett. Újra vándorútra kelt, Kölnben jelent meg, majd Freiburgban, s Lyonban, ahol orvosi gyakorlatra adta magát. I. Ferenc Savoyai Lujza első orvosává nevezték ki. De csakhamar kegyvesztetté vált és más állás után nézett. Akkor négyen is hívták magukhoz: az angol király, egy német meg egy olasz arisztokrata és Habsburg Margit, Németalföld kormányzója. Az utóbbi meghívást fogadta el; V. Károly, Margit bátyja kinevezte udvari történetírónak, de Margit halálával ismét állás nélküli lett.
Ekkor írta két fő művét is.: «De vanitate scientiarum» (a tudományok hiábavalóságáról) és «De occulta Philosophia» 
(a titkos filozófiáról), amiért börtönbe került (1530—1531). Kiszabadulva Kölnbe tért vissza, aztán újra Lyonba ment, ahol másodszor is azon ürügy alatt, hogy I. Ferenc anyja ellen írt, bebörtönözték, de hamarosan szabadon engedték.
Nagy nyomorban, Grenobléban halt meg. Háromszor volt házas, és nagy családja volt.

## Filozófiája
Támadta kora tudományát és a skolasztikus filozofiát. A mágiával és misztikus tanításokkal rokonszenvezett. A természet meghódítására vágyott, de ezt nem titkos varázsigékkel, hanem a dolgok rejtett tulajdonságainak felfedezésével vélte elérhetőnek. Tanítása szerint a mindenségnek három szférája van: 1. az elemek országa, 2. a csillagok égi világa, 3. az angyalok értelmi világa. Ezek között a világlélek a közvetítő.
Filozófiájában az egyház őskeresztény szellemben való megreformálásának szükségességét hangoztatta, s elítélte a „pogány" humanizmust („De incertitudine et vanitate scientiarum atque artium”, A tudományok hiábavalóságáról és bizonytalanságáról, 1527). Lelkes híve volt a zsidó kabbalisztikának és a mágiának, megkísérelte az újplatonizmus egyes elemeit összekapcsolni a mágiával („De Occulta Philosophia”, Az okkult filozófiáról 1531 – 1533). Munkáinak első gyűjteményes kiadása 1600-ban jelent meg.
Declamatio de nobilitate et praecellentia foeminei sexus c. munkájában a női nemnek a férfiakkal szembeni kiválóbbságáról ír. Érveit bibliai, filozófiai és élettani érvekkel támasztja alá. Szerinte a nő tisztább anyagból épül fel, mint a férfi, és a férfi és nő közötti fiziológia eltérések a nők felsőbbrendű finomságát bizonyítják. Agrippa szerint a nők még a haláluk után is jelét adják természetes, velük született szerénységüknek, hiszen a vízbefúlt nők arccal lefelé, míg a vízbefúlt férfiak arccal felfelé, a hátukon úsznak a vízen. Továbbá azt tartja, hogy filozófusok, matematikusok és csillagászok gyakrabban hibáznak jövendöléseikben és jóslataikban, mint az egyszerű parasztasszonyok, és hogy egy orvos nem ér annyit, mint egy jó öreg nővér.

## Művei
- Dialogus de homine (Párbeszéd az emberről), 1516
- De beatissimae Annae monogamia, (Szent Anna egyszeri házasságáról), 1519
- De incertitudine et vanitate scientiarum atque artium declamatio invectiva (A tudományok hiábavalóságáról és bizonytalanságáról), Köln, 1527 (szatíra)
- Declamatio de nobilitate et praecellentia foeminei sexus (A női nem nemesrendűségéről és kiválóságáról), Antwerpen: Michael Hillenius, 1529
- De originali peccato (Az eredeti bűnről), Antwerpen: Michael Hillenius, 1529
- De triplici ratione cognoscendi Deum (Isten megismerésének három módjáról, Antwerpen: Michael Hillenius, 1529
- De sacremento matrimonii (A házasság szentségéről), Antwerpen: Michael Hillenius, 1529
- De Occulta Philosophia, (Három könyv a rejtett bölcsességről), Antwerpen, 1531

## Magyarul
- Titkos bölcselet (De occulta philosophia); ford., vál., előszó Magyar László András; Holnap, Bp., 1990 (Vízöntő könyvek)
- Kétarcú orvostudomány / Agrippa: Szatíra az orvosokról / Erasmus: Az orvostudomány dicsérete; ford., bev., jegyz. Magyar László András; Kalligram, Pozsony, 2002
- Okkult filozófia, 1-3.; ford. Ladányi Lóránd; Hermit, Miskolc, 1999–2014